# Svend Asmussen

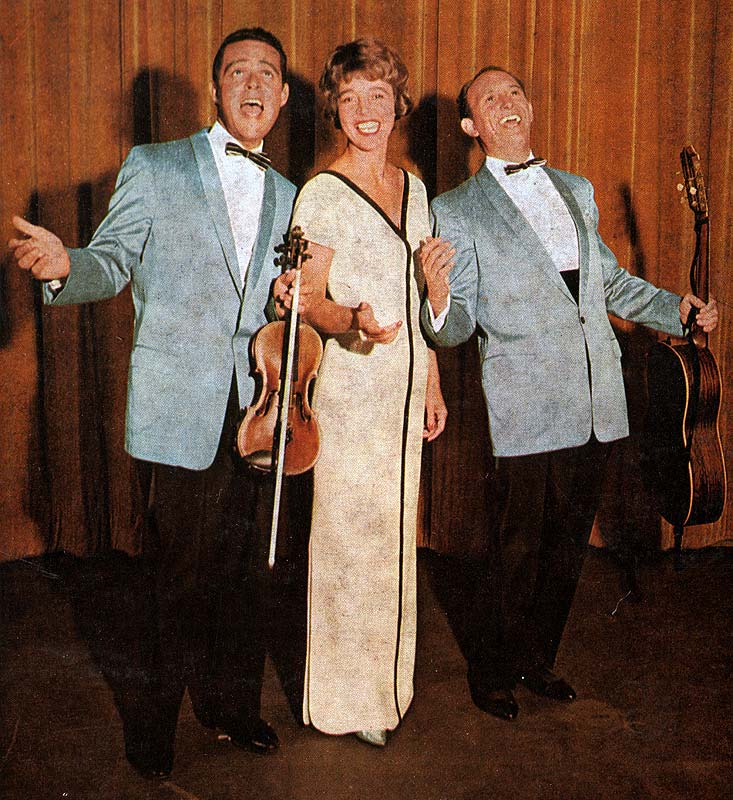
Svend Asmussen con Los Swe-Danes en 1961, Alice Babs en el centro y Ulrik Neumann a la derecha

Svend Asmussen (28 de febrero de 1916 - 7 de febrero de 2017) fue un compositor, director y violinista de nacionalidad danesa. Conocido músico de jazz y swing, tuvo una fructífera carrera de ocho décadas de duración, actuando como parte del grupo Swe-Danes entre 1958 y 1964, y colaborando con músicos de la talla de Duke Ellington, Benny Goodman y Stephane Grappelli

## Biografía
Nacido en Copenhague, Dinamarca, en el seno de una familia dedicada a la música, empezó a tocar violín a los 7 años de edad. A los 16 empezó a imitar el estilo del violinista de jazz Joe Venuti. Inició su carrera profesional a los 17 años como violinista, vibrafonista y cantante. Al principio de su trayectoria trabajaba en Dinamarca y en buques de crucero con artistas como Josephine Baker y Fats Waller. Asmussen fue después muy influenciado por Stuff Smith, al que conoció en Dinamarca. Asmussen tocó con Valdemar Eiberg y Kjeld Bonfils durante la Segunda Guerra Mundial, durante la cual el jazz se tocaba clandestinamente y era una forma de protesta política.
A finales de los años 1950, Asmussen formó el trío Swe-Danes con la cantante Alice Babs y el guitarrista Ulrik Neumann. El grupo fue muy popular en Escandinavia por su estilo de entretenimiento music hall, y llegó a viajar en gira por Estados Unidos. Asmussen trabajó también con Benny Goodman, Lionel Hampton, Count Basie, Herbie Hancock, Hoagy Carmichael, Coleman Hawkins, Édith Piaf, Victor Borge, Toots Thielemans y Duke Ellington. Así, fue invitado por Ellington para tocar en su disco Duke Ellington's Jazz Violin Session en 1963, junto a Stéphane Grappelli y Ray Nance.
En 1966 Asmussen tocó con Grappelli, Stuff Smith y Jean-Luc Ponty en un Violin Summit de jazz que tuvo lugar en Suiza, y que se editó con una grabación en vivo. También actuó en 1967 en el Festival de Jazz de Monterey, durante el cual se llevó a cabo un violin summit con él, Ray Nance y Jean-Luc Ponty. Fue invitado a tocar en 1969 en el álbum "Snakes in a Hole", un disco de la banda Made in Sweden.
En 1987 recibió el Premio Cultural Läkerol. 
Tenía cumplidos los 94 años, y Asmussen tocaba todavía el violín. Cumplió cien años el 28 de febrero de 2016, pero falleció mientras dormía el 7 de febrero de 2017, en Dronningmølle, Dinamarca, tres semanas antes de cumplir los 101 años.
Svend Asmussen se había casado dos veces. Con su primera esposa, Annegrete Thomassenvarade, convivió un total de 62 años, hasta la muerte de ella en el año 2000. Se casó de nuevo en 2005, a los 94 años de edad, con la estadounidense Ellen Bick. Tuvo tres hijos, nacidos con su primera esposa, siendo uno de ellos Claus Asmussen, guitarrista y antiguo miembro de la banda Shu-Bi-Dua.

## Discografía (LP y CD)
- 1953 : Plays Hot Fiddle
- 1957 : The Fiddling Viking
- 1959 : Danish Imports
- 1960 : Scandinavian Shuffle
- 1961 : Med Swe-Danes på Berns
- 1962 : På begäran
- 1962 : European Encounter
- 1962 : En kväll med Svend & Ulrik
- 1963 : Duke Ellington's Jazz Violin Sessions
- 1964 : The Many Sides of Svend Asmussen
- 1964 : Scandinavian Songs
- 1965 : Two of a Kind
- 1966 : Violin Summit
- 1967 : Hot Violins!
- 1966 : Svend Asmussens Sextet
- 1966 : Ett musikaliskt dokument
- 1968 : Jazz på ungerska
- 1968 : Svend Asmussen spelar nordiskt 20-30-tal
- 1969 : Jazz på Stampen. Vol 2.
- 1969 : Snakes in a Hole
- 1972 : Kammarkören & Eric Ericson möter Svend Asmussen
- 1972 : Toots [Thielemans] & Svend
- 1973 : Yesterday and Today
- 1973 : Kammarkören & Eric Ericson möter Svend Asmussen igen
- 1974 : Resource
- 1974 : Amazing Strings
- 1975 : Musik i kyrkan
- 1975 : Telemann Today
- 1977 : Ivan, Svend och Putte spelar för er
- 1978 : As Time Goes By
- 1978 : Garland. Dr L Subramaniam
- 1978 : Prize Winners
- 1979 : Dance Along with Svend Asmussen. Vol 1-2
- 1983 : June Night
- 1983 : String Swing
- 1983 : On the Good Ship Lollipop
- 1984 : Svend Asmussen at Slukafter
- 1987 : Svingin' with Svend
- 1988 : Olympia 1988
- 1989 : Fiddler Supreme
- 1993 : Fiddling Around
- 1997 : Fit as a Fiddle
- 2002 : Still Fiddling
- 2008 : Jacob Fischer Trio feat. Svend Asmussen
- 2009 : Makin' Whoopee ... and Music!

## Filmografía (selección)

### Música
- 1949 : Lattjo med Boccaccio
- 1956 : Kärlek i det blå
- 1958 : Musik ombord
- 1963 : En vacker dag

### Actor
- 1949 : Lattjo med Boccaccio
- 1949 : Kvinnan som försvann
- 1949 : Pippi Långstrump
- 1952 : Drömsemester
- 1956 : Kärlek i det blå
- 1958 : Musik ombord